# Jacques Blaauw
Jacques Blaauw (Paarl, 12 februari 1986) is een Zuid-Afrikaans golfprofessional. Hij debuteerde in 2009 op de Sunshine Tour.

## Loopbaan
Tijdens zijn golfamateurcarrière won hij in 2007 en 2008 meerdere golftoernooien. In 2008 werd hij een golfprofessional en behaalde begin juni 2013 zijn eerste profzege door de Vodacom Origins of Golf Tour van Simola te winnen.

## Prestaties

### Amateur
- 2007: Texas intercollegiate, NAIA Freshman Golfer of the Year en NAIA First Team All-American
- 2008: South African Amateur Strokeplay Championship, SA Amateur Champion en FS/NC Open

### Professional
Sunshine Tour
| Nr. | Datum           | Toernooi                                | Score        | Score | Info  |
| --- | --------------- | --------------------------------------- | ------------ | ----- | ----- |
| 1   | 7 juni 2013     | Vodacom Origins of Golf Tour - Simola   | 68+67+69=204 | –12   | [ 1 ] |
| 2   | 28 juni 2013    | Vodacom Origins of Golf Tour - Selborne | 67+67+64=198 | –18   | [ 2 ] |
| 3   | 7 november 2013 | Nedbank Affinity Cup                    | 64+69+68=201 | –15   | [ 3 ] |